# Dvori (Słowenia)
Dvori – wieś w Słowenii, w gminie miejskiej Koper. W 2018 roku liczyła 29 mieszkańców. 